# Dracena Futebol Clube
O Dracena Futebol Clube é um clube brasileiro de futebol da cidade de Dracena, no estado de São Paulo. Fundado em 2 de julho de 1948, suas cores são  verde e branco. Teve 27 participações no Campeonato Paulista de Futebol.. Atualmente, está com o departamento de futebol profissional desativado.

## História
Sua estreia no futebol profissional ocorreu em 1960, na Quarta Divisão (atual Série B). Já no ano seguinte, subiu para a Terceira Divisão (atual A3), permanecendo nela até o ano de 1967. Nos anos de 1970, oscilou entre terceira, quarta e quinta divisões. Entre os anos de 1982 e 1985, disputou a Segunda Divisão (atual A2). Em 1994, fez sua última aparição, na Quinta Divisão (atualmente extinta). 
O Dracena FC foi uma das equipes do interior bandeirante que mais tempo permaneceu no difícil Campeonato Paulista de Futebol representando uma cidade com modestos 45 mil habitantes. Um feito notável, mesmo para uma agremiação que não conquistou nenhum título estadual. Sua última competição foi em 1994. Foi conhecido como "Fantasma da Região". 